# Municipio de Deerfield (Iowa)
El municipio de Deerfield (en inglés: Deerfield Township) es un municipio ubicado en el condado de Chickasaw en el estado estadounidense de Iowa. En el año 2010 tenía una población de 487 habitantes y una densidad poblacional de 3,51 personas por km².

## Geografía
El municipio de Deerfield se encuentra ubicado en las coordenadas 43°8′29″N 92°29′13″O / 43.14139, -92.48694. Según la Oficina del Censo de los Estados Unidos, el municipio tiene una superficie total de 138.81 km², de la cual 138,8 km² corresponden a tierra firme y (0,01 %) 0,02 km² es agua.

## Demografía
Según el censo de 2010, había 487 personas residiendo en el municipio de Deerfield. La densidad de población era de 3,51 hab./km². De los 487 habitantes, el municipio de Deerfield estaba compuesto por el 99,18 % blancos, el 0,21 % eran afroamericanos y el 0,62 % eran de una mezcla de razas. Del total de la población el 0,62 % eran hispanos o latinos de cualquier raza.